# 張強 (1966年)
張強（1966年4月—），山西省孝義市人，中华人民共和国官员，正厅级干部，北京航空学院本科、中国人民大學工商管理碩士畢業。現任中共大同市委书记。

## 生平
張強1983年考入北京航空学院三系（今北京航空航天大学自动化科学与电气工程学院）。1987年7月，21岁的张强大学毕业，参加工作，在太行仪器厂研究所担任技术员。
1991年4月，他调入太原市人民政府办公厅，担任科员。他在1992年12月升为副主任科员，在1993年11月升任副处级秘书。
1994年4月，张强离开市政府办公厅，出任太原市劳动保险公司经理。期间，他自1996年9月至1999年7月在中国人民大学工商管理专业修读在职研究生，获得工商管理硕士学位。2002年3月，他被任命为太原市社会保险中心主任。
2003年9月，他回到太原市政府任职，出任副秘书长、市政府办公厅党组成员、市政务大厅主任。期间，他自2004年10月至2004年12月参加山西省中青年干部德国培训班，自2006年9月至2007年1月参加了山西省委党校第四十一期中青年干部培训班。
2008年5月，张强被任命为中共清徐县委副书记、县长。
2012年11月，他被交流到大同市任职，出任中共灵丘县委书记。期间，他自2015年11月至2016年1月参加中共中央党校第五期县委书记研修班。2018年4月，他被任命为大同市人大常委会副主任，仍任中共灵丘县委书记。2020年10月，他辞去了市人大常委会的职务，出任中共大同市委副书记，同时担任中共灵丘县委书记。2021年2月5日，大同市人大常委會任命張強為大同市副市長、代市長。他依例同时担任中共大同市委副书记、市政府党组书记，不再担任中共灵丘县委书记。同年2月24日，当选为大同市市长。

2024年12月21日，任大同市委书记，不再兼任大同市长。